# 諏訪內晶子
諏訪内晶子（日语：／ Suwanai Akiko，1972年2月7日—）是日本古典小提琴家。

## 生平
諏訪内晶子在東京出生，三歲學習小提琴，之後畢業於桐朋學園大學，師從江藤俊哉。1989年獲得伊丽莎白王后国际音乐比赛第二名，1990年獲得柴可夫斯基國際音樂比賽小提琴組第一名，成爲該比賽史上最年輕的冠軍。1991年3月赴美國茱莉亞學院，師從狄蕾，在哥倫比亞大學則是師從林昭亮。由於感到自己在藝術上的不足，也研修政治思想史和政治學研究等科目。在柏林艺术大学時期，師從Uwe-Martin Haiberg。

### 職業生涯
諏訪内的角色以獨奏為主。曾參與齊藤紀念樂團，但當時就感到自己的音色並不適合樂團，此後便致力於成為一名獨奏家。她主要在巴黎活動。2012年和2015年，連續擔任伊丽莎白王后国际音乐比赛評審。2019年則是柴可夫斯基國際音樂比賽小提琴組的評審。
2020年，擔任「NIPPON 2020」國際音樂節的藝術總監，演出原定在東京舉行，但受到COVID-19疫情的影響而中止。2021年2月，「NIPPON 2020」終於舉行，在東京、名古屋等地成功演出。

## 作品

### 首演
- 潘德列茨基第2號小提琴協奏曲，日本首演，1999年
- 奧爾巴赫第2號小提琴協奏曲，世界首演，2004年
- 厄特沃什小提琴協奏曲，世界首演，2007年

## 獲獎與榮譽
- 全日本學生音樂比賽小學組第一名（東日本地區），1981年
- 全日本學生音樂比賽中學組第一名（全國），1985年
- 日本音樂比賽小提琴組第一名，1987年
- 帕格尼尼大賽二獎，1988年
- 伊麗莎白大賽第二名，1989年
- 日本國際音樂比賽一等獎，1989年
- 柴科夫斯基大賽首獎，1990年

## 爭議
- 2011年7月11日，經紀公司表示已在3月向東京國稅局提出大約70,000,000日元的修正申告[13][14]。其他消息指出，諏訪内未申報的演出所得，其總額可能在90,000,000日元左右[15]。

## 外部連結
- 官方网站（日語）
- 諏訪內晶子的Discogs页面（英文）
- 迪卡音乐集团上的诹访内晶子简介（英文）